# NGC 2503
NGC 2503 is een balkspiraalstelsel in het sterrenbeeld Kreeft. Het hemelobject werd op 17 februari 1865 ontdekt door de Duitse astronoom Albert Marth.

## Synoniemen
- UGC 4158
- MCG 4-19-19
- ZWG 118.41
- KARA 222
- PGC 22453